# NGC 6645
NGC 6645 è un ammasso aperto molto antico situato nella costellazione del Sagittario.

## Osservazione

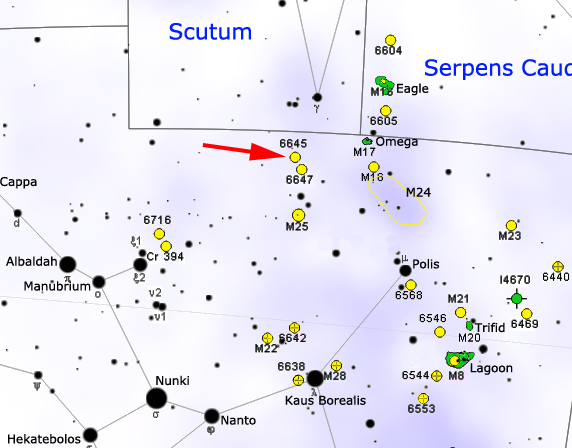
Mappa per individuare NGC 6645.

Si individua nella parte settentrionale della costellazione, sovrapposto a un ricco campo stellare; si trova poco più di due gradi a nord del ben più noto e brillante ammasso M25, in una regione più povera di stelle luminose a ridosso del confine con lo Scudo. Le sue componenti più luminose sono di magnitudine 10 e 11, così attraverso un binocolo l'oggetto appare come una macchia molto debole e apparentemente priva di stelle; con un telescopio da 150mm l'ammasso è già completamente risolvibile, ma le sue stelle appaiono poco concentrate e si confondono facilmente con i campi stellari di fondo.
A causa della sua declinazione meridionale, quest'ammasso può essere osservato principalmente da osservatori situati nell'emisfero australe della Terra, sebbene sia comunque visibile con molta facilità anche fino alle latitudini temperate medie. Il periodo migliore per la sua osservazione nel cielo serale è quello compreso fra giugno e ottobre.

## Storia delle osservazioni
NGC 6645 è stato individuato per la prima volta da William Herschel nel 1786, che lo vide attraverso il suo riflettore da 18,4 pollici; lo descrisse come un ammasso di natura chiaramente stellare, piuttosto esteso e ricco, le cui componenti vanno dalla magnitudine 11 alla magnitudine 15; nel New General Catalogue è fornita una descrizione simile.

## Caratteristiche
NGC 6645 è un ammasso dall'aspetto disperso, anche se piuttosto ricco di stelle; la sua distanza è stimata attorno ai 1245 parsec (4060 anni luce), corrispondente al bordo esterno del Braccio del Sagittario. Altre stime basate su metodi fotometrici hanno fornito una distanza più ridotta, pari a 740±100 parsec (2412±326 anni luce). In generale si tratta di un oggetto poco studiato.
Studi rivolti ad analizzare le stelle nel campo di NGC 6645 basandosi sul diagramma HR hanno permesso di stabilire un'appartenenza fisica all'ammasso per 72 di esse. La sua età, determinata anch'essa tramite il diagramma, risulta essere particolarmente elevata per un ammasso aperto, aggirandosi sui 9,7 miliardi di anni; si tratta in effetti di uno degli ammassi aperti più antichi che si conoscano.